# Variation (Astronomie)
In der Astronomie bezeichnet Variation in der himmelsmechanischen Mondtheorie eine periodische Störung der Mondbahn.

## Entdeckung
Der griechische Astronomen Ptolemäus beschreibt bereits in seinem berühmten Werk Almagest, dass der Mond seine Bahn nicht mit gleichmäßiger Winkelgeschwindigkeit durchläuft, sondern mit einer Periode von 27,55 Tagen, dem anomalistischen Monat, um etwa ± 6,3 Grad gegenüber der mittleren Position schwankt. Diese Differenz wird Mittelpunktsgleichung genannt und ihr Maximalbetrag Große Ungleichheit. Ptolemäus beschreibt noch eine weitere Abweichung von der gleichmäßigen Bewegung, die mit ± 1,27 Grad deutlich kleiner ist und eine Periode von 31,8 Tagen aufweist. Diese zweite Abweichung wird als Evektion bezeichnet.
Erst 1590 bemerkte der dänische Astronom Tycho Brahe, dass es eine weitere periodische Schwankung von etwa 0,66 Grad gibt. Sie wird Variation benannt und hat mit 14,8 Tagen eine Periode von einem halben synodischen Monat. Im Gegensatz zur Großen Ungleichheit ist sie (ebenso wie die Evektion) nicht durch das zweite keplersche Gesetz und die daraus resultierende Kepler-Gleichung bedingt, sondern stellt eine periodische Bahnstörung dar. Sie fand erst im Rahmen der newtonschen Gravitationstheorie durch Analyse des Dreikörpersystems Erde-Mond-Sonne eine befriedigende Erklärung.

## Berechnung

Illustration der Stauchung der Mondbahn in Richtung der Sonne, die zur Variation führt. Die Stauchung ist stark übertrieben dargestellt.

Das Erde-Mond-System ist kein isoliertes Zweikörpersystem, so dass die Berechnung der Position des Mondes einer über die Große Ungleichheit hinausgehende Korrektur, die insbesondere auf die gravitativen Einflüsse der Sonne zurückzuführen sind, bedarf. Im Rahmen einer Störungstheorie kann man berechnen, dass die keplerschen Bahnelemente des Mondes durch den Einfluss der Sonne zeitlichen Veränderungen unterliegen: Die Lage des Perigäums und des aufsteigenden Knotens „wandern“ durch die Störung linear in der Zeit (sog. säkulare Störungen), alle Bahnelemente und insbesondere Große Halbachse, numerische Exzentrizität und Bahnneigung periodischen Störungen, die von der ekliptikalen Länge des Mondes λm und der Sonne λs abhängen. Einige Störterme weisen dabei periodische Abhängigkeiten vom doppelten Winkel zwischen Sonne und Mond {\displaystyle 2(\lambda _{s}-\lambda _{m})} auf, darunter ein Term, der die große Halbachse betrifft. Dieser Term kann als Stauchung der Mondbahn in Richtung der Sonne verstanden werden. Diese Störungen führen zu einer Änderung der ekliptikalen Länge des Mondes in erster Näherung um den Summanden:
{\displaystyle \Delta \lambda _{m}={\frac {11}{8}}\mu ^{2}\sin 2(\lambda _{s}-\lambda _{m}),}
wobei μ=ωs/ωm≈0,075, das Verhältnis von siderischem Monat zu siderischem Jahr ist.
Diese erste Näherung liefert mit einer Amplitude von nur etwa 0,44 Grad nur eine grobe Abschätzung. Genauere Analyse zeigt, dass die Amplitude insgesamt 39,5 Bogenminuten, d. h. 0,66 Grad beträgt. Die ersten Glieder
{\displaystyle \Delta \lambda _{m}^{\textit {max}}={\frac {11}{4}}\mu ^{2}+{\frac {59}{12}}\mu ^{3}+{\frac {893}{72}}\mu ^{4}+{\frac {2855}{108}}\mu ^{5}+{\mathcal {O}}(\mu ^{6})\approx 35'=0{,}583^{\circ }}
hängen im Gegensatz zur Großen Abweichung und Evektion nicht von der numerischen Exzentrizität ab. Die restlichen 5 Bogenminuten ergeben sich allerdings aus Termen, die sowohl von der Exzentrizität der Mond- als auch der Erdbahn abhängen.
Die Periode der Störung ergibt sich aus
{\displaystyle P={\frac {2\pi }{2(\omega _{m}-\omega _{s})}}\approx 29{,}6{\text{Tage}},}
d. h. genau ein synodischer Monat.
Die hier vorgestellte Berechnung hat im Prinzip auch Gültigkeit für Monde anderer Planeten. Da sie praktisch nur vom Frequenzverhältnis μ abhängt, sieht man schnell, dass sie für alle anderen großen Monde des Sonnensystems sehr viel kleiner ist als beim Erdmond (μ≈1/13). Bezogen auf μ ist der Saturnmond Iapetus mit μ≈1/135 vor dem Jupitermond Kallisto mit μ≈1/260 an zweiter Stelle. Allerdings ist durch die quadratische Abhängigkeit von μ die Größe des Effekts bei Iapetus nur 1 % bzw. 0,25 % der Größe beim Erdmond. Zudem sind, wie auch bei der Evektion, bei den großen Monden der Gasplaneten Störungen durch die Abplattung des Zentralplaneten und durch Nachbarplaneten ungleich relevanter.